# حاصلبور
حاصلبور (بالأردوية: حاصل پور)‏ هي مستوطنة، في باكستان، تقع في Bahawalpur District ‏، بلغ عدد سكانها 99,171 نسمة وذلك حسب إحصائيات سنة 2017، رمزها البريدي هو 63000.

## الموقع
تشترك في الحدود مع:
- فيهاري.

## أعلام
- عائشة فاروق